# 傑拉鄉
45°24′N 21°00′E / 45.400°N 21.000°E
傑拉鄉（羅馬尼亞語：Comuna Giera, Timiș），是羅馬尼亞的鄉份，位於該國西部，由蒂米什縣負責管轄，面積91平方公里，海拔高度75米，2002年人口1,256，人口密度每平方公里14人。